# Normaalschool
Normaalschool is een verouderde benaming voor het schooltype waar onderwijzers opgeleid werden. De term is afkomstig van de Franse instelling École normale primaire, die tijdens het Franse bewind ook in de Nederlanden werd opgericht.
Naar inhoud van de opleiding en het type onderwijs waarvoor opgeleid, ontstonden vanaf 1830 wel verschillen tussen Nederland en België.

## Nederlandse historische situatie

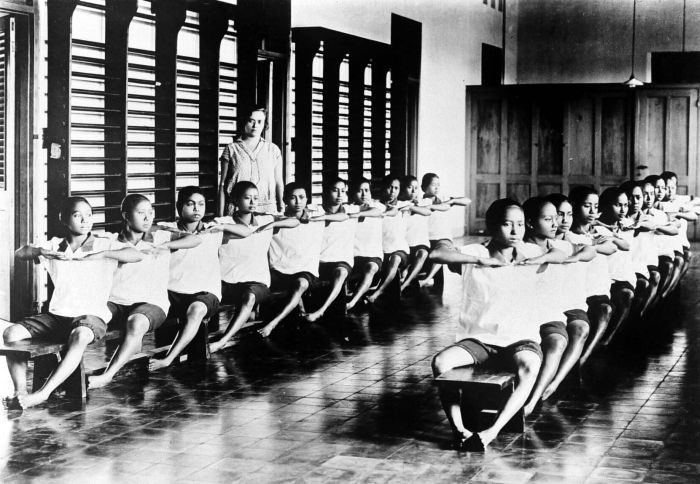
Gymnastiekonderwijs op de 'Normaalschool tot opleiding van inheemse hulponderwijzeressen' te Yogyakarta

In Nederland is de normaalschool (en later ook kweekschool) een verouderde benaming voor opleidingsinstituut voor onderwijzend personeel aan een lagere school. 
Leerlingen ontvingen zogenaamde normaallessen aan dit type onderwijs. De termen Rijksnormaalschool (of Rijks normaalschool) en Rijksdagnormaalschool (of Rijks dagnormaalschool) komen ook voor. Van oudsher werkten kwekelingen aan een lagere school, die daardoor werden opgeleid tot onderwijzer. Pas in de 19e eeuw is er een ontwikkeling, waarbij het rijk voor de lagere school eisen ging stellen aan bekwaamheid van de onderwijzers. In de Schoolwet van 1806 tijdens de Franse bezetting werd nog nauwelijks aandacht gegeven aan de opleiding. Wel was er een ordening op het afnemen en afleggen der Examens van Onderwijzers op de Openbare Lagere Scholen. In 1816 werden op grond van een Koninklijk Besluit twee Rijkskweekscholen opgericht in Haarlem en Groningen. In 1861 werd de Rijkskweekschool in 's Hertogenbosch opgericht. Ook de Maatschappij tot Nut van 't Algemeen ging in deze tijd over tot het oprichten van enkele leer- en kweekscholen. De meeste jongelui die onderwijzer wilden worden, kwamen echter nog steeds als kwekeling op de lagere school, waar zij al doende het vak leerden, voordat zij zich aan de examens tot het verkrijgen van een akte van bekwaamheid onderwierpen.
Sedert de jaren twintig van de negentiende eeuw is er sprake van normale lessen of normaallessen, een term die ook nog wordt gehanteerd in de Onderwijswet van 1857. In deze wet wordt voor het eerst ook gesproken over opleiding tot onderwijzeres. Deze normaallessen werden als regel gegeven door hoofden van scholen. Dit gebeurde na schooltijd en op zaterdagen. De opleiding tot onderwijzer werd in deze wet voor het eerst officieel als opleiding gehanteerd. In de Schoolwet 1878 van Kappeyne van de Copello werd het onderwijs aanzienlijk beter geregeld, waaronder ook de opleiding tot onderwijzer. Ondanks het ontbreken van subsidie verschenen in deze tijd de eerste bijzondere kweekscholen, onder andere in Nijmegen en Zetten.. Vanaf 1877 worden ook meisjes tot de opleiding toegelaten. Bijzondere opleidingen van confessionele zijde kwamen na het in werking treden van de onderwijswet-Mackay (1889) eveneens in aanmerking voor subsidie van de overheid. 
De Lager Onderwijswet van 1920 maakte aan de mogelijkheid van opleidingsklassen een definitief einde. Pas in 1952 verscheen de Kweekschoolwet. De nieuwe kweekschool kreeg drie leerkringen. De eerste leerkring, twee studiejaren omvattend, beoogde de algemene vorming van de leerlingen. De tweede leerkring, ook 2 leerjaren, had vooral tot doel de bijzondere vorming als toekomstig onderwijzer. De derde leerkring, omvatte het laatste studiejaar en beoogde een verdieping van enkele vakken, alsmede een verbreding van kennis en inzicht van het werk op de lagere school.
Deze instellingen worden in Nederland sinds de invoering van de Mammoetwet eind jaren 1960 Pedagogische Academie genoemd en bij de invoering van de wet op het Basisonderwijs (1984), werden zij Pedagogische Academie voor het Basisonderwijs (PABO) genoemd.

## Vlaanderen

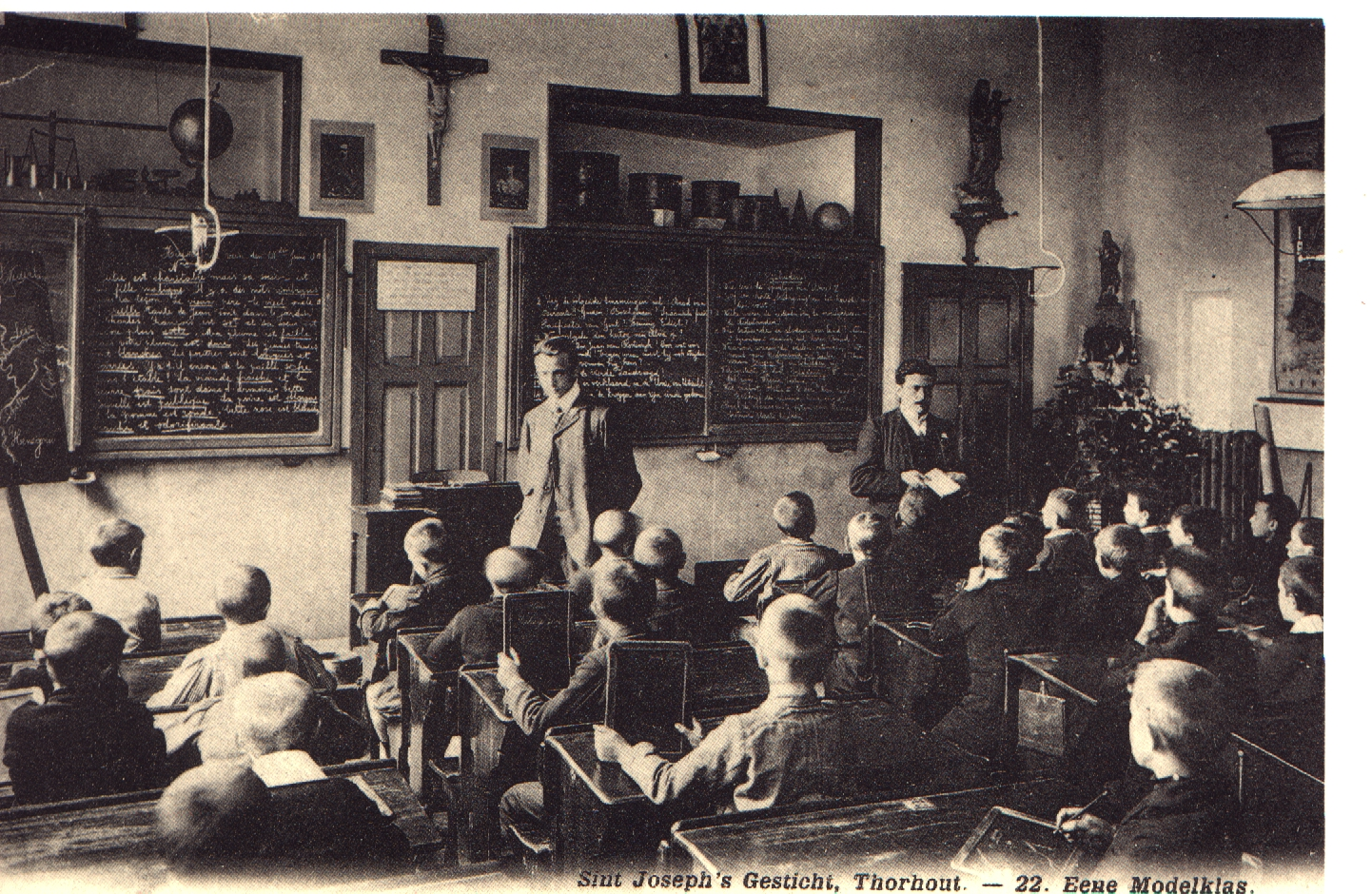
Een modelklas uit 1911 in de normaalschool Sint-Jozefsinstituut Torhout

In Vlaanderen is de normaalschool de vroegere benaming van het opleidingsinstituut voor onderwijzend personeel:
- kleuternormaalschool vormt kleuterleiders/-leidsters.
- lagere normaalschool vormt onderwijzers/onderwijzeressen
- middelbare normaalschool, beter bekend als regentaat.

Normaalscholen in Vlaanderen zijn geïntroduceerd door koning Willem I van Verenigd Koninkrijk der Nederlanden. De allereerste daarvan, de Normaalschool van Lier, is opgericht in 1816. De meeste normaalscholen werden in België opgericht na de schoolwet van 1842, toen de vraag naar gediplomeerde onderwijzers toenam. Een tweede golf ontstond na de invoering van de leerplicht in 1914, in de praktijk dus na de Eerste Wereldoorlog. Het werd dan een studiekeuze na de vierde graad van de lagere school, hoewel ook leerlingen die drie jaar humaniora achter de rug hadden, werden toegelaten. De normaalschool kende een stijgend succes en kreeg ook meer prestige. Ze werd vaak als alternatief gezien van een humaniora. Ze bereidde immers ook goed voor op ambtenarenexamens. In 1929 werd de normaalschool trouwens gelijkgesteld met de hogere cyclus van een humaniora, zodat men na de normaalschool ook kon doorstoten naar het hoger onderwijs. Na vier jaar studie en praktijk studeerde men af als kleuteronderwijzer(es), onderwijzer(es) voor de lagere school of als regent(es) voor het secundair onderwijs. Tijdens het interbellum, en ook nog na de Tweede Wereldoorlog (tot aan het tweede Vaticaans concilie) waren de normaalscholen vaak een wereld op zich. De meeste scholen waren ook kostschool en er heerste een streng regime van orde en tucht. Er was weinig contact met de buitenwereld, tenzij voor de praktijklessen, maar die werden gegeven in "oefenscholen"; dat wil zeggen lagere scholen die vlak bij de normaalschool lagen, soms zelfs daarvoor door de normaalschool speciaal opgericht. In katholieke normaalscholen waren veel studenten zelf al in het klooster getreden. De studenten ("normalisten" genoemd) moesten er worden voorbereid op hun voorbeeldfunctie ten aanzien van de opgroeiende jeugd.
In 1967 werden deze opleidingen omgevormd tot een studierichting in het secundair onderwijs "menswetenschappen" of "humane wetenschappen", waarna nog 2 jaar normaalschool volgde.
In 1984 werd dit onder Daniël Coens drie jaar hoger onderwijs. Deze studieduurverlenging was eerder een tewerkstellingsmaatregel dan een pedagogisch onderbouwde wijziging. Er was toen namelijk een groot overschot aan (pas) afgestudeerden. Door de studieduur te verlengen werd er één lichting afgestudeerden uitgesteld. Het programma voor dat derde jaar moest nog worden bepaald, toen de maatregel al inging. Het werd dan ook grotendeels een "overgangsjaar" naar de praktijk, waar stage een belangrijke plaats innam.
De bestaande normaalscholen werden bij de hervorming van het hoger onderwijs in 1995 gefuseerd met grotere hogescholen. Thans leveren die het diploma "bachelor onderwijs" af, aangevuld met een afstudeerrichting: kleuteronderwijs, lager onderwijs of secundair onderwijs.

### Vlaamse Beweging
In de geschiedenis van de Vlaamse Beweging speelde de Normaalschool van Lier een belangrijke rol. Ze werd (als "rijkskweekschool") door de Nederlandse koning Willem I opgericht als onderdeel van zijn politiek van vernederlandsing van het (hoger) onderwijs in België. Enkele jaargangen in het Nederlands opgeleide intellectuelen, leverden na de Belgische onafhankelijkheid, en de tijdelijke sluiting van de school, toch voldoende in het Nederlands geschoolde voorvechters af om het Nederlands in België levend te houden.